# Cantone di San Juan Bosco
Il cantone di San Juan Bosco è un cantone dell'Ecuador che si trova nella provincia di Morona-Santiago.
Il capoluogo del cantone è San Juan Bosco.